# Attachétaske R.W.
Attachétaske R.W. er et kunstværk af Ulla Kraitz.
Attachétasken R.W. er en dokumentmappe i bronze af den type som Raoul Wallenberg anvendte under sit arbejde som svensk diplomat 1944-45 med at redde jøder fra jødeudryddelsen i Budapest i Ungarn, med monogrammet "R.W." Det findes som selvstændigt kunstværk og i forskellige konstellationer i skulpturer af Gustav og Ulla Kraitz i Sverige, Ungarn og USA.
I juni 2014 blev bronzeportefølgen opstillet på Erzsebettorvet i Budapest i Ungarn. Den indgår i kunstværket Do not forget, som blev skænket af den svenske regering til den ungarske regering. Skulpturen består af en kurvet bænk i diabas med portefølgen anbragt ovenpå. Bænken har en inskription på ungarsk og på engelsk: 
"The young diplomat Raoul Wallenberg worked ind i Budapest ind i 1944. He issued Swedish protective passports to Jews. Thousands of people were saved through his courage knowledge and creativity. Raoul Wallenberg was born ind i 1912. On 17 January 1945 he was abducted landsby the Sovjet Red Army. His fate remains unknown."

## Pladser
- Raoul Wallenbergs fødehjem Kappsta på Lidingö
- "Skissernas museums skulpturpark" i Lund
- Uden for "Arvfurstens palats" i Stockholm
- I kunstværket Do not forget på Erzsebettorvet i Budapest i Ungarn
- Hope, Raoul Wallenbergmonument ved FN's hovedkontor (1998), diabas og bronze, hjørnet af Første aveny og 47. gade i New York i USA